# Phare de l'Enfant Perdu
 (avril 2020).
Si vous disposez d'ouvrages ou d'articles de référence ou si vous connaissez des sites web de qualité traitant du thème abordé ici, merci de compléter l'article en donnant les références utiles à sa vérifiabilité et en les liant à la section « Notes et références ».
Le phare de l'Enfant Perdu est un phare de Guyane (France), situé sur l'Enfant Perdu, un îlot des Îlets de Rémire à 11 km au nord de Cayenne.

## Histoire
Ce phare a été construit en 1919 et modifié en 1934. Il a remplacé une première lumière fixe placée au sommet d'une tour, en poutrelles de fer, érigée sur le récif par les bagnards, et datant de 1863.
C'est une tour ronde, de 15 m de haut. La maison des gardiens avait été construite juste à côté. Le phare a été désactivé en faveur d'une bouée en 1968. Après beaucoup de protestations de marins, la tour a été réactivée avec une lampe automatisée, à énergie solaire en 1989.
À l'époque du bagne[Quand ?], trois prisonniers y étaient laissés pour en alimenter le feu pendant la nuit. Un jour[Quand ?], l'administration pénitentiaire les oublia. Le phare resta éteint, faute de combustible, et personne ne s'en aperçut. Un des hommes mourut de faim ; les deux autres construisirent un radeau de bois et s'échouèrent sur les côtes de Sinnamary. Ils rejoignirent Cayenne où ils furent arrêtés et où on les condamna pour évasion...
Identifiant : ARLHS : FRG-001 - Amirauté : J6901 - NGA : 17428 .